# Defesa Civil Síria
A Defesa Civil Síria (Árabe: الدفاع المدني السوري‎‎: ad-Difāʾ al-Madanī as-Sūrī), também conhecida como Capacetes Brancos, é uma ONG de defesa civil que opera na Síria, em áreas controladas pelas forças de oposição ao governo, no contexto da Guerra Civil. A organização é mantida pela Mayday Rescue, uma fundação cujos recursos provêm principalmente das doações feitas por governos ocidentais.
Não deve ser confundida com as Forças Sírias de Defesa Civil, organização filiada à Organização Internacional de Defesa Civil (em inglês: International Civil Defence Organization) desde 1972. 
A organização declara que, desde 2013, resgatou cerca de 62 mil pessoas das áreas bombardeadas da Síria e que, até 2016, havia perdido 145 dos seus integrantes.

## História
A Defesa Civil Síria foi criada no início de 2013, pelo consultor de segurança britânico James Le Mesurier (1971–2019), como resposta aos bombardeios indiscriminados de comunidades civis da Síria. Desde então, a organização tem crescido e atualmente conta com cerca de 3.000 voluntários, operando a partir de 121 centros de defesa civil local, em oito províncias sírias: Alepo, Idlib, Latakia, Hama, Homs, Damasco, Rif Dimashq e Daraa.
Declara ser uma organização neutra e imparcial, sem filiação política ou militar oficial e com o compromisso de prestar serviços a qualquer necessitado, independentemente de crença ou filiação política. Como todas as ONGs que operam nas zonas controladas pela oposição síria, negocia o acesso humanitário com os conselhos municipais, conselhos provinciais e também com os grupos armados, sendo que as possibilidades de negociação variam amplamente conforme a província.
Em 2014, James Le Mesurier criou a Mayday Rescue, uma fundação baseada em Istambul, com financiamento internacional, principalmente da Grã-Bretanha e dos Países Baixos, entre outros países, incluindo o Japão. Atualmente seus doadores incluem o governo dinamarquês, o governo alemão, a Agência de Cooperação Internacional do Japão, a Agência dos Estados Unidos para o Desenvolvimento Internacional e o Ministério das Relações Exteriores dos Países Baixos.
Por seus esforços no resgate de milhares de sírios durante a guerra civil, a Defesa Civil Síria foi indicada para o Nobel da Paz de 2016, concedido ao colombiano Juan Manuel Santos. No mesmo ano, a organização recebeu o Prêmio Right Livelihood, também conhecido como "Prêmio Nobel Alternativo".

## Operações

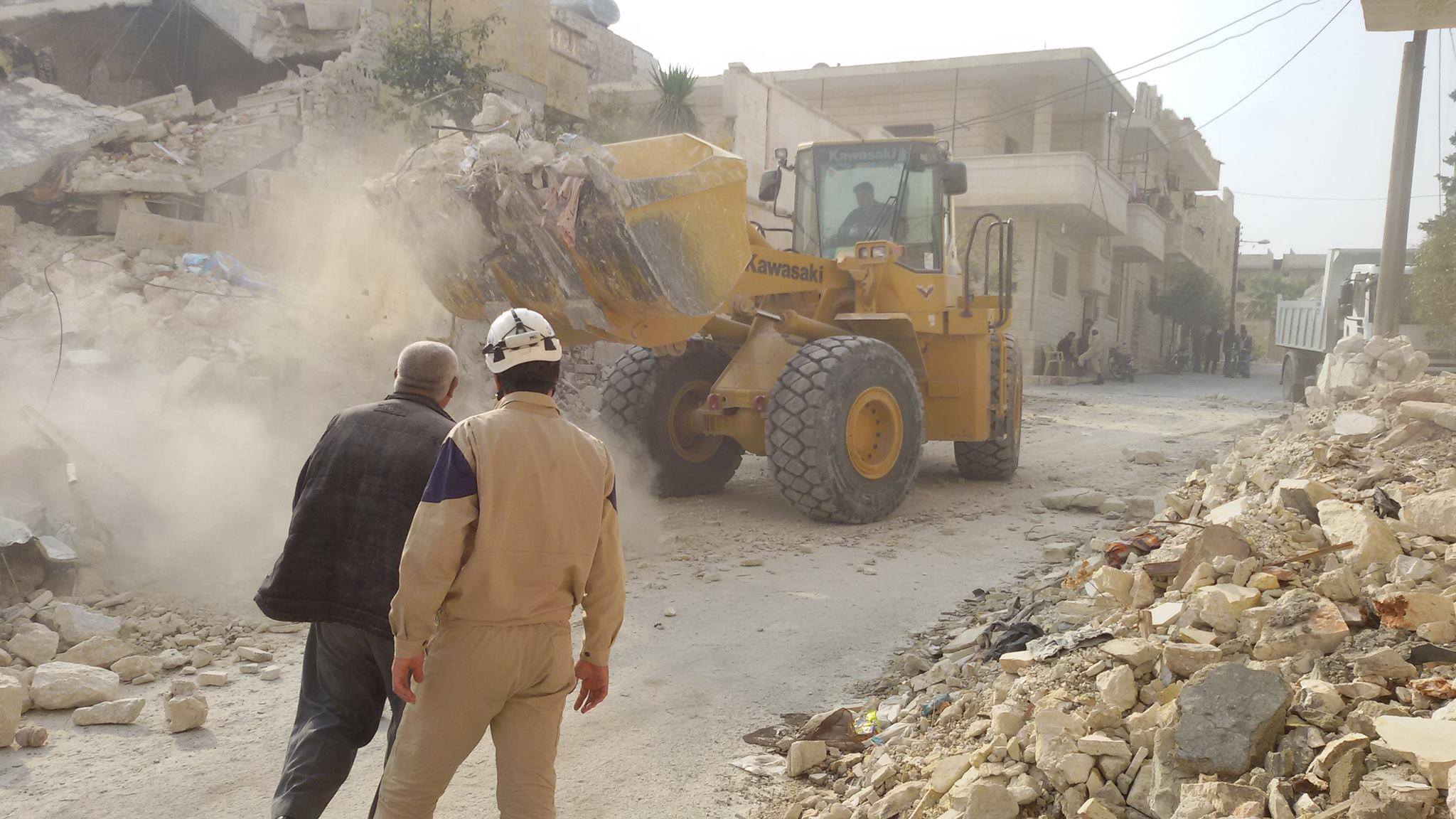
Membros da Defesa Civil síria em Idleb, em novembro de 2014.

A missão declarada dos Capacetes Brancos é "salvar o maior número de vidas no menor tempo possível e minimizar os danos a pessoas e ao patrimônio."  O seu trabalho consiste em prestar serviços de defesa civil, como previsto na Direito Humanitário Internacional, no Protocolo I (Artigo 61, §5º) da Convenção de Genebra de 1949. A maior parte da sua atividade consiste na busca e resgate de civis em zonas de bombardeio e combate, assim como a provisão de serviços médicos e o abastecimento de bens essenciais à população.
Até outubro de 2015, as ações mais importantes da organização referem-se ao resgate de civis do ataque de bombas de barril, dispositivos explosivos improvisados lançados por helicópteros da SyAAF. Seguindo a intervenção da Rússia na Síria, em 30 de setembro de 2015, boa parte do trabalho da organização tem sido em resposta aos ataques de caça-bombardeiros da Força Aérea Russa, incluindo bombas de fragmentação, as são regularmente implantados em ambientes urbanos.

## Documentários
- Os Capacetes Brancos (no original, The White Helmets), realizado por Orlando von Einsiedel, disponível no Netflix.[18]
- Capacetes à frente (no original, Casque sur le front), um webdocumentário realizado Robin Braquet e Flavian Charuel.[19]